# Richárd Weisz
Richárd Weisz (n. 30 aprilie 1879, Budapesta, Austro-Ungaria – d. 4 decembrie 1945, Budapesta, Regatul Ungariei) a fost un luptător ce a reprezentat Ungaria, medaliat olimpic. A participat la 2 ediții ale Jocurilor Olimpice (1906, 1908) în care a câștigat o medalie de aur.